# Føtex

Logo

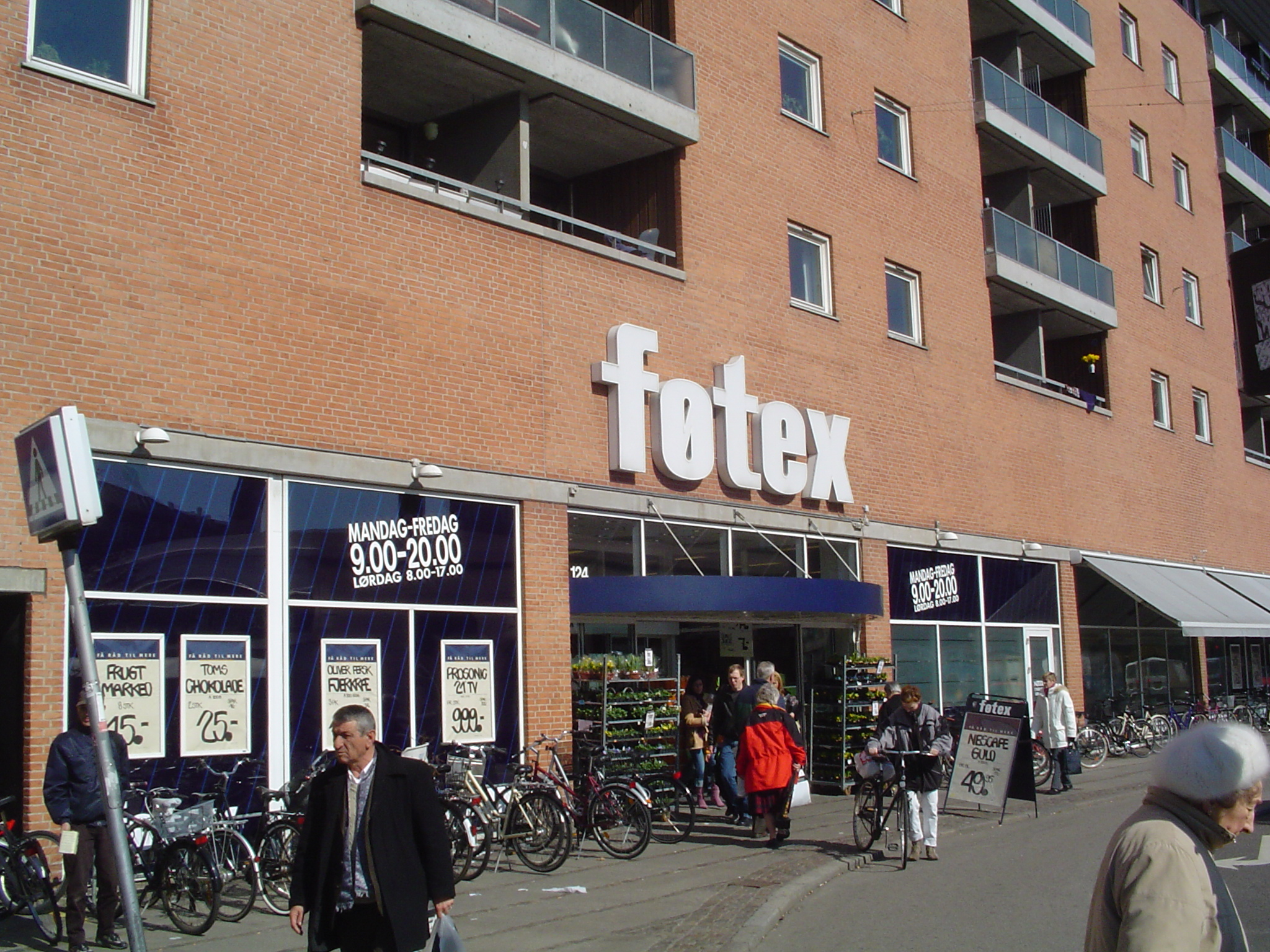
Føtex-Filiale in Kopenhagen

Føtex (Eigenschreibweise: føtex) ist eine dänische Supermarkt und SB-Warenhaus-Kette, die vom Unternehmer Herman Salling 1960 gegründet wurde und heute zur Salling Group gehört. Das Sortiment bei Føtex umfasst neben Lebensmitteln auch Non-Food-Artikel, wie zum Beispiel Textilien. Daraus leitet sich auch der Name Føtex (fødevarer (Lebensmittel) und tex (Textilien)) ab.

## Historie
Føtex entstand als erste Vertriebslinie der heutigen Salling Group. Im Jahr 1960 wurde dabei der erste Standort in Aarhus eröffnet. Am 25. August 1977 wurde der erste Standort in Kopenhagen eröffnet.
2009 wurde das Vertriebskonzept Føtex food gestartet. Der auf Convenience ausgelegte Vertriebstyp ist mit Filialen in Kopenhagen und Aarhus vertreten und soll als Gegenpol zu Lille Irma von Konkurrent Coop gesehen werden.
Im Jahr 2010 wurde das 50-jährige Firmenjubiläum u. a. mit einer großen Feier begangen. Laut Angaben des Unternehmens waren am 20. November 2010 rund 12.000 Gäste zu den Feierlichkeiten ins Messecenter nach Fredericia eingeladen worden. Es war die bis dahin größte Firmenfeier, die in Europa abgehalten wurde.
Am 2. November 2017 konnte in Aarhus die 100. Filiale eröffnet werden.

## Handelsmarken
Føtex betreibt verschiedene Handelsmarken, die z. T. auch bei anderen Vertriebslinien der Salling Group zu finden sind.
- Budget: Lebensmittel und Non-Food-Artikel (Discountmarke)
- Levevis: Bioprodukte, Produkte ohne Gluten oder Laktose, Artikel im Baby-, Körperpflege, Reinigungs- und Haushaltswarensortiment ohne zugesetzte Duftstoffe/Parfüme
- Princip: Lebensmittel (Premiummarke)
- Salling: Lebensmittel und Non-Food-Artikel (Qualitätsmarke)
- Salling FRI: Artikel im Baby-, Körperpflege, Reinigungs- und Haushaltswarensortiment ohne zugesetzte Duftstoffe/Parfüme
- Salling ØKO: Bioprodukte
- Vores
- VRS: Textilien, Mode, Schuhe, Accessoires